# Василевщина (Белопольский район)
Василевщина (укр. Василівщина) — село,
Гуриновский сельский совет,
Белопольский район,
Сумская область,
Украина.
Код КОАТУУ — 5920683003. Население по переписи 2001 года составляет 40 человек .

## Географическое положение
Село Василевщина находится на правом берегу реки Крыга, в месте впадения в неё реки Павловка,
выше по течению на расстоянии в 1,5 км расположено село Марьяновка,
ниже по течению на расстоянии в 4 км расположен город Белополье,
выше по течению реки Павловка на расстоянии в 2 км расположено село Мороча.
На расстоянии в 1 км расположено село Гуриновка.
Река в этом месте извилистая, образует лиманы и старицы.

## История
- Поблизости села Василевщина обнаружено поселение раннего железного века.

## Известные люди
- Дорошенко И. И. — участник восстания на броненосце «Потемкин», родился в селе Василевщина.
- Овчаренко Ф. Д. — химик, академик АН УССР, родился в селе Василевщина.